# Kolwezi
Kolwezi es una ciudad de la República Democrática del Congo, al oeste de Lisaki en la provincia de Lualaba (antigua Katanga). La región se encuentra a 1500 metros de altura dentro de la planicie de Manika y se encuentra dividida en los municipios de Dilala, al oeste, y Manika, al este. Cuenta con un aeropuerto y una vía férrea hacia Lubumbashi. Sus coordenadas geográficas son 10°43′46″S 25°28′24″E / -10.72944, 25.47333.

## Demografía
La ciudad contaba según estimaciones del año 2003 con 820.229 habitantes y la lengua más hablada es el kiswahili. La población está distribuida en 213 km².

## Historia

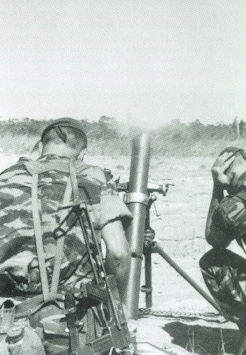
Una unidad de morteros francesa en acción durante la batalla por Kolwezi.

La localidad fue creada en 1937 con el fin de convertirse en el centro operativo minero de la Compañía Minera de Alto Kananga (C.M.A.K.). Su distribución fue pensada con el fin de segregar a la población blanca dominante de la nativa, tal como sucedió en otras localidades de Katanga y otros dominios coloniales de Bélgica. En el centro se encuentran las dependencias administrativas y residenciales de la población blanca, y al sudeste se encuentran las villas donde habitaba la población indígena. Se crearon a su vez varios pequeños centros urbanos para la población obrera en las proximidades de las carreteras y usinas mineras de la empresa minera. Casi 4/5 partes del territorio municipal eran concesiones de la empresa y se encontraban bajo su jurisdicción.
El 13 de mayo de 1978 fuerzas rebeldes apoyadas por Angola y países del bloque oriental ocuparon Kolwezi, durante la Segunda guerra de Shaba, bloqueando la explotación de uno de los principales centros mineros del entonces Zaire. El dictador Mobutu Sese Seko solicitó ayuda a diversos países occidentales como los Estados Unidos, Bélgica y Francia para colaborar en la misión de expulsar a los alzados en armas. Miembros del 2º batallón de paracaidistas de la Legión Extranjera francesa fueron enviados para poner término a la ocupación, pese a las claras desventajas en que se encontraban. El 19 de mayo intervinieron en combates que perduraron hasta el mediodía siguiente, logrando la expulsión de los rebeldes. La batalla se saldó con la muerte de entre 250 y 700 africanos, 170 europeos y 6 paracaidistas (5 franceses, 1 belga).

## Economía
Kolwezi es un importante centro minero dedicado a la explotación de cobre, cobalto, uranio y radio, y cuenta con grandes yacimientos de óxidos de calcio. Es un excelente centro agrícola, dedicado a la explotación de maíz, mandioca y maní, y las vías de transporte facilitan un aprovisionamiento regular de la localidad.